# Méréville, Meurthe-et-Moselle
Méréville är en kommun i departementet Meurthe-et-Moselle i regionen Grand Est (tidigare regionen Lorraine) i nordöstra Frankrike. Kommunen ligger i kantonen Neuves-Maisons som tillhör arrondissementet Nancy. År 2022 hade Méréville 1 288 invånare.

## Befolkningsutveckling
Antalet invånare i kommunen Méréville
| Referens: INSEE |